# Naperville, Illinois
Naperville este un oraș mare care se află situat în comitatele DuPage și Will, statul Illinois, SUA. El aparține de zona metropolitană Chicago. Orașul este amplasat la altitudinea de 216 m deasupra n.m., într-o regiune de prerie, ocupă o suprafață de 92,0 km² și a avut la recensămânul din 2000, 128.358 locuitori.

## Istoric

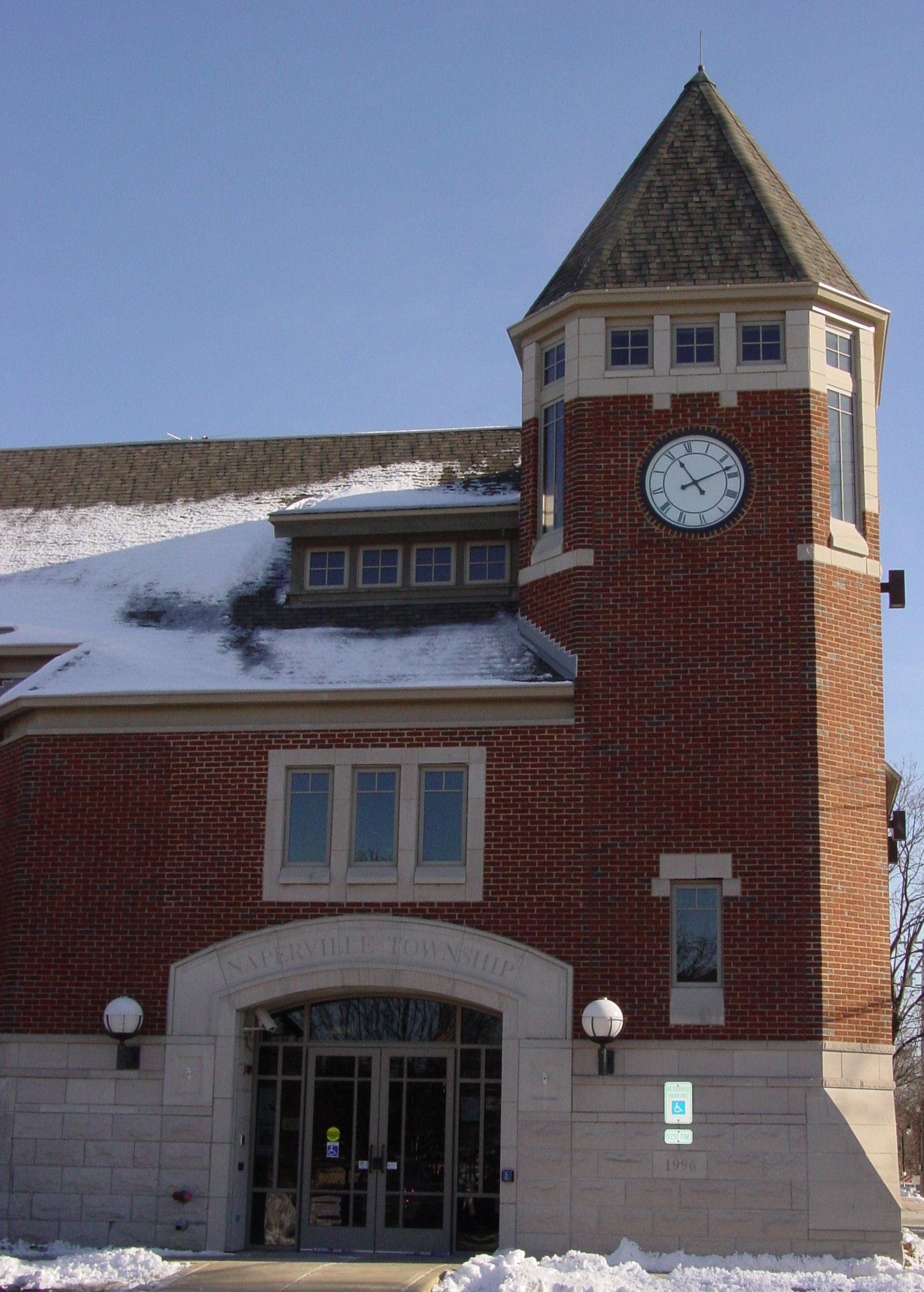
Primăria Naperville

Naperville a fost întemeiat în 1831 de omul de afaceri Joseph Naper (n. 1798 – 1862). La început așezarea s-a numit "Naper's Settlement". La un an locuiau aici 100 de coloniști, care au fost mutați un timp scurt la "Fort Dearborn", o măsură de prevedere cauzată de atacurile amerindienilor. Între anii 1839 - 1868 "Naper's Settlement" a fost sediul comitatului DuPage. În 1857 avea 2.000 loc. fiind denumit "Village of Naperville". În 1890 este declarat oraș și poartă numele de "City of Naperville". Între anii 1960-1990 populația orașului a crescut rapid, lucru datorat înfințării unor firme și companii, ca urmare a proiectului East-West-Tollways inițiat de guvernul Ronald Reagan.
Festivalul independent de filme din Naperville este un festival anual de film a avut loc în Naperville. Actrița Karen Black a ajutat în 2008, la inaugurarea și deschiderea festivalului. În 2009, criticul de film Roger Ebert a prezentat premiul pentru cel mai bun film "Borderless" (Fără limită) în care apare studentul Brooke Hanson.

## Personalități marcante
- Ashley Palmer (n. 1978), actriță

### Web site-uri referitoare la oraș
- City of Naperville, Illinois official website Arhivat în 12 iulie 2016, la Wayback Machine.
- Naperville Area Chamber of Commerce
- Naperville Park District
- Naperville Public Library
- Visit Naperville – Naperville Convention and Visitors Bureau Arhivat în 12 iulie 2014, la Wayback Machine.

### Școli publice
- Indian Prairie School District 204
- Naperville Community Unit School District 203 Arhivat în 1 decembrie 2008, la Wayback Machine.